# Alfred Mégroz

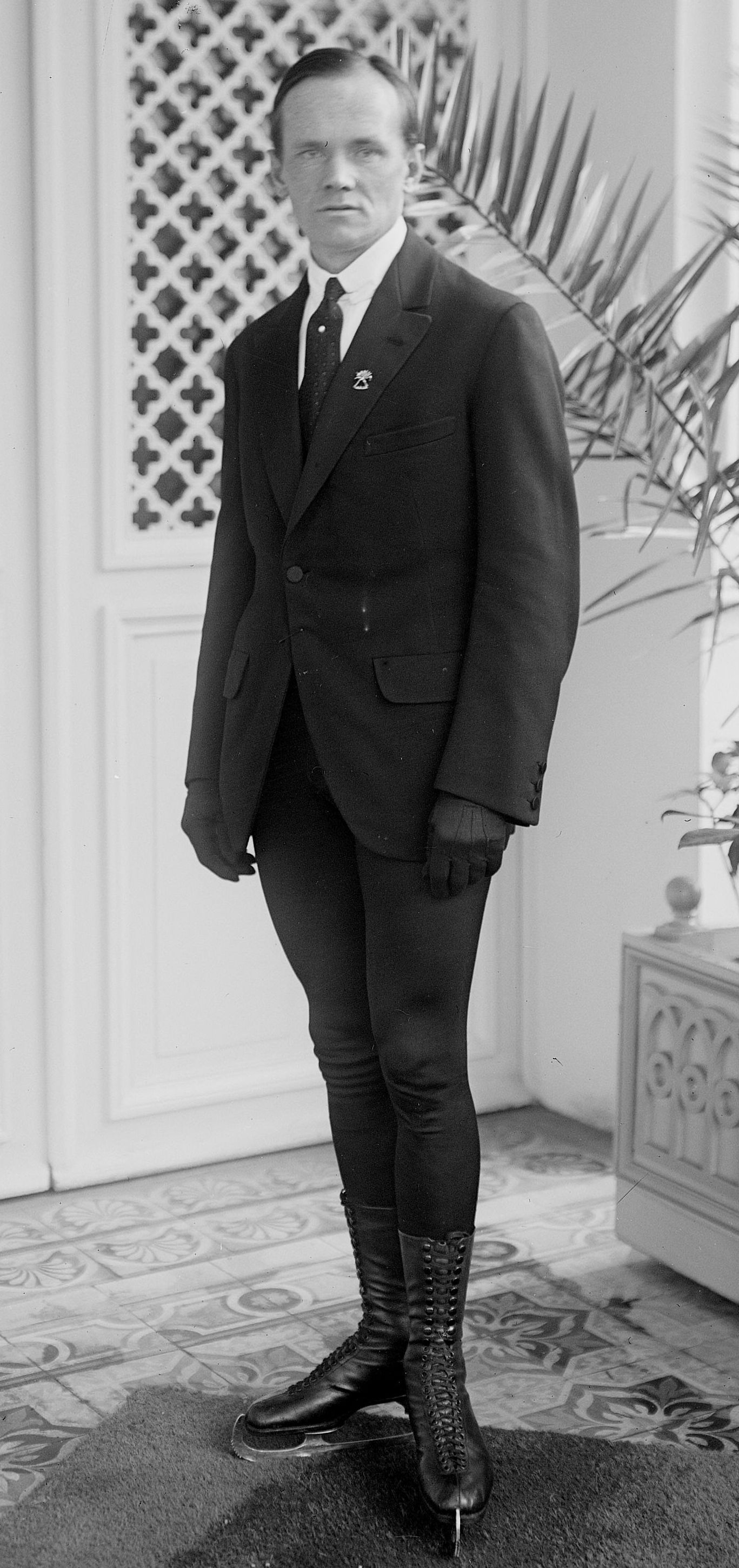
Alfred Mégroz, 1919.

Alfred Mégroz, född 1883, död 30 juni 1956 i Pregny-Chambésy, Genève, var en schweizisk konståkare. Han kom på åttonde plats vid olympiska spelen i Antwerpen 1920 i singel herrar. Han var även domare i paråkningen i samma olympiad.